# Otto Heidkämper
Otto Heidkämper (13 mars 1901 à Lauenhagen - 17 février 1969 à Bückeburg) est un Generalleutnant allemand qui a servi au sein de la Heer dans la Wehrmacht pendant la Seconde Guerre mondiale.
Il a été récipiendaire de la Croix de chevalier de la Croix de fer. Cette décoration est attribuée pour récompenser un acte d'une extrême bravoure sur le champ de bataille ou un commandement militaire avec succès.

## Biographie
Otto Heidkämper est capturé par les forces américaines au début de mai 1945 et est libéré plus tard dans le même mois.

## Décorations
- Croix de fer (1914)
  - 2e Classe
- Croix d'honneur
- Agrafe de la Croix de fer (1939)
  - 2e Classe (25 septembre 1939)
- Croix de fer (1939)
  - 1re Classe (4 octobre 1939)
- Médaille du Front de l'Est
- Croix allemande en Or (7 mars 1942)
- Croix de chevalier de la Croix de fer
  - Croix de chevalier le 8 février 1943 en tant que Oberst i.G. et Chef des Generalstabes du XXIV. Panzerkorps[1]